# Anomalia genética
Anomalia genética é um padrão típico nos genes ou cromossomos que resulta em características físicas específicas, como a síndrome de Down.

## Prováveis causas

### Substâncias teratogênicas
- Álcool (o bebê pode nascer com cirrose, demência);[2]
- Nicotina (causando vaso constrição, portanto má formação nas extremidades);[2]
- Uso de alguns tipos de antibióticos (afetando a organogênese = surgimento ou formação dos órgãos nos primeiros 3 meses de vida);[2]
- Tinturas para cabelos(Amônia afeta o sistema nervoso).[2]
- As grandes temperaturas podem ocasionar mal formações.[2]

### Doenças
- Rubéola (se contraída nos primeiros meses de gravidez pode causar cegueira)
- Toxoplasmose (a criança pode nascer com meningite, demência)

### Carências Nutricionais
- Ácido Fólico (Mal de Parkinson, problemas vasculares, sistema nervoso com a má formação da espinha dorsal, nascer sem cérebro)